# حفظ وترميم الحدائق التاريخية

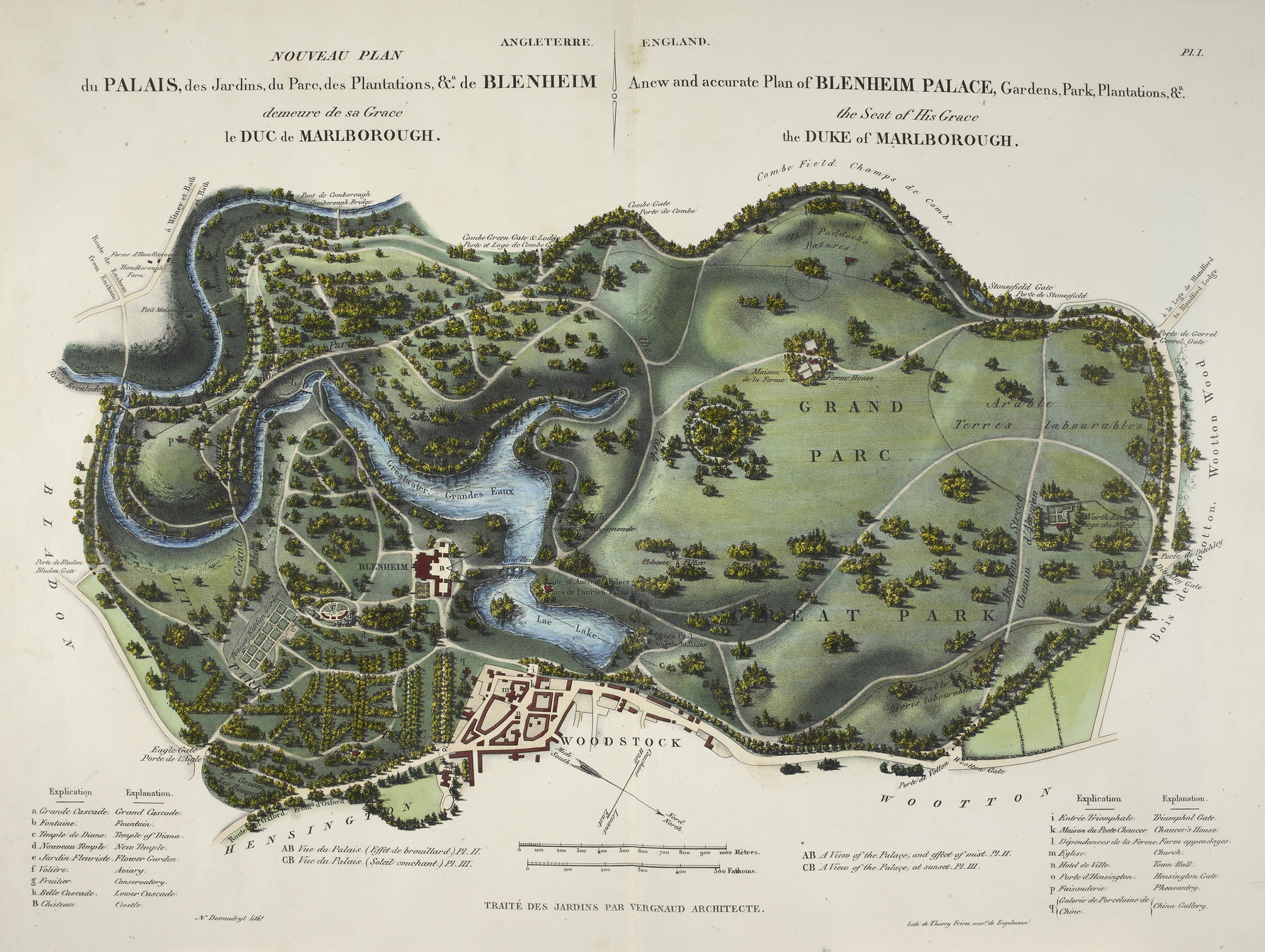
خريطة ملكية تعود لعام 1835 للحدائق ذات المناظر الطبيعية في قصر بلينهايم في أوكسفوردشاير ، إنجلترا.

يعد الحفاظ على الحدائق التاريخية نوعًا متخصصًا من عمليات الحفظ أو الاستعادة التاريخية المتعلقة بالحدائق التاريخية والمعالم والمناظر الطبيعية المصممة.

## مهنة
يأتي الممارسون في الغالب من خلفيات في البستنة وتصميم الحدائق وتصميم المناظر الطبيعية وهندسة المناظر الطبيعية. لإعداد خطة إدارة لحديقة تاريخية، يحتاج هؤلاء الخبراء إلى معرفة ومهارات في التصميم البيئي، والبستنة، تاريخ المناظر الطبيعية [الإنجليزية]، والتاريخ المعماري، والإدارة. تتوفر برامج تعليمية متخصصة (انظر القسم أدناه).
ترميم الحدائق التاريخية هي المهمة المهنية المتمثلة في ترميم الحدائق التاريخية بالطابع الذي كانت تتمتع به في مرحلة سابقة من التاريخ. نظرًا لأن استخدام الحدائق القديمة في حالة تغير مستمر، فإن هذا عادة ما ينطوي على النظر في الاستخدام الحالي والمستقبلي. تتضمن مهمة البحث عن الحدائق التاريخية وإعداد سياسة لحفظها علم آثار المناظر الطبيعية والمعرفة التاريخية وحكم التصميم والمهارات التقنية في البستنة والبناء.

## تعليم

### المملكة المتحدة
تدير العديد من الجامعات والكليات في إنجلترا دورات جامعية ودراسات عليا تتعلق بالحفاظ على الحدائق التاريخية.
- ماجستير في تاريخ الحدائق والمناظر الطبيعية، معهد البحوث التاريخية (لندن)[1]
- دورة البكالوريوس في إدارة المناظر الطبيعية، جامعة غرينتش[2]
- البيئة التاريخية (المناظر الطبيعية والحدائق) دورات، معهد التعليم المستمر [الإنجليزية] (كامبريدج)[3]
- البكالوريوس في تصميم الحدائق وترميمها وإدارتها، كلية ريتل [الإنجليزية][4]
- أدارت جامعة باث دورة ماجستير / PGDip متخصصة في الحفاظ على الحدائق التاريخية والمناظر الطبيعية الثقافية، حتى العام الدراسي 2014-2015.

### فرنسا
يقوم المعهد الوطني للتراث (المعهد الوطني للتراث الثقافي) بتدريب أمناء متخصصين في "التراث العلمي والتقني والطبيعي".

## الحماية العامة

### المملكة المتحدة
توجد حماية قانونية للمتنزهات المسجلة والحدائق والمناظر الطبيعية المصممة. هناك سجلات تراث منفصلة يتم الاحتفاظ بها لكل من البلدان الأربعة للمملكة المتحدة:
- يحتفظ التراث الإنجليزي لسجل الوطني للمتنزهات والحدائق التاريخية [الإنجليزية].[5]
- تحتفظ Cadw سجل Cadw / ICOMOS للمتنزهات والحدائق ذات الأهمية التاريخية الخاصة في ويلز [الإنجليزية]؛[6]
- تحتفظ اسكتلندا التاريخية [الإنجليزية] بقائمة جرد الحدائق والمناظر الطبيعية المصممة في اسكتلندا؛[7]
- تحتفظ وكالة البيئة في أيرلندا الشمالية سجل المتنزهات والحدائق ودميسنس ذات الأهمية التاريخية الخاصة [الإنجليزية].[8]

## المنظمات

### أستراليا
تعد جمعية تاريخ الحدائق الأسترالية [الإنجليزية] في أستراليا منظمة مماثلة لجمعية تاريخ الحدائق في المملكة المتحدة.

### المملكة المتحدة
في إنجلترا وويلز وأيرلندا الشمالية، فإن الصندوق الوطني، وبالمثل في اسكتلنداالصندوق الوطني لاسكتلندا [الإنجليزية]، يمتلك أو يدير العديد من منزل ريفي إنجليزي [الإنجليزية] و / أو الحدائق والمتنزهات المرتبطة بها، فضلاً عن الحدائق والمنتزهات والمناظر الطبيعية الأخرى، نيابة عن الأمة.
تعد جمعية تاريخ الحدائق [الإنجليزية] أقدم مجتمع من هذا النوع في العالم، حيث شُكلت في عام 1966. أصبح صندوق الحدائق [الإنجليزية] في عام 2015، بعد أن اندمج مع جمعية صناديق الحدائق. أهدافها هي دراسة تاريخ الحدائق والحفاظ على الحدائق التاريخية. منذ عام 1995 هو مستشار قانوني بشأن المقترحات التي تؤثر على المتنزهات والحدائق والمناظر الطبيعية المسجلة في إنجلترا. تضم حوالي 1500 عضو وتنشر مجلة تاريخ الحديقة مرتين سنويًا، بالإضافة إلى نشرة إخبارية منتظمة للأعضاء. لدى الجمعية مجموعة نشطة في اسكتلندا، مع نشرتها الإخبارية المنتظمة ومسؤول الحفظ.
الصندوق الاستئماني للحدائق التاريخية الويلزيةالصندوق الاستئماني للحدائق التاريخية الويلزية [الإنجليزية] هو مجتمع مشابه خصيصًا للحدائق والمتنزهات والمناظر الطبيعية في ويلز. تمتلك معظم مقاطعات إنجلترا أيضًا ثقتها الخاصة، والتي مثلت من قبل جمعية صناديق الحدائق، والتي تشكل منذ عام 2015 جزءًا من صندوق الحدائق.
يوجد في لندن متحف الحدائق، الذي يغطي جميع جوانب تاريخ البستنة ومجموعة كبيرة ومتنامية من الأشياء التاريخية مثل الأدوات والخطط القديمة.

### الولايات المتحدة
تساعد حفظ الحديقة [الإنجليزية] في الولايات المتحدة بنشاط في الحفاظ على الحدائق البارزة والمناظر الطبيعية المصممة في البلاد.
توجد أيضًا جمعية حدائق كاليفورنيا وتاريخ المناظر الطبيعية للأحداث والتعليم في كاليفورنيا على وجه التحديد.
قام نادي حديقة فرجينيا بترميم العديد من الحدائق التاريخية الأكثر شهرة في ولاية فرجينيا منذ تأسيسه حوالي عام 1913. يتم تشغيل أسبوع الحديقة التاريخية [الإنجليزية]، جزئيًا لجمع الأموال للترميم.
أرشيف حدائق امريكان [الإنجليزية] هو أرشيف يحتفظ بالوثائق والمحتوى المتعلق بالحدائق في الولايات المتحدة. يضم الأرشيف أكثر من 80000 صورة فوتوغرافية وسجلات تتعلق بأكثر من 6000 حديقة في جميع أنحاء الولايات المتحدة، بعضها قديم يعود إلى سبعينيات القرن التاسع عشر، وهو جزء من حدائق سميثسونيان، وهي وحدة تابعة مؤسسة سميثسونيان.

## أمثلة على الاستعادة

### المملكة المتحدة
تشمل الأمثلة الحديثة والمستمرة للحفاظ على الحدائق وترميمها في إنجلترا حديقة خاصة في قصر هامبتون كورت وفي بينشيل سري وقلعة لوثر في كمبرا و ليفر بارك في لانكشر و بيدولف جرانج في ستافوردشاير وقلعة كينيلورث في وركشير و Croome Court و ويتلي كورت وفي ورشست، وفي ريست بارك بيدفوردش، حديقة ويستبري كورت فيغلوسترشير، حدائق هيليجان المفقودة في كورنوال.
يهدف العديد من هؤلاء إلى إعادة حديقة، أو أجزاء منها، إلى أقرب مكان ممكن من حالتها في وقت سابق. في كينيلورث هذا هو 1575، هامبتون كورت وويستبري كورت حوالي 1700، في وقت لاحق في ينتزع بارك و Painshill، وحوالي 1760 في حديقة كروم. تعد حدائق بيدولف جرانج وويتلي كورت وهيليجان حدائق فيكتورية (من أنواع مختلفة نوعًا ما) وليفر بارك في أوائل القرن العشرين.

## أنظر أيضا
- تاريخ البستنة
- تاريخ تصميم المناظر الطبيعية

## روابط خارجية
- مؤسسة الحدائق التاريخية
- جمعية تاريخ الحديقة
- متحف الحديقة
- حفظ الحديقة| - ع - ن - ت بستنة وزراعة الحدائق         | - ع - ن - ت بستنة وزراعة الحدائق                                                                                                                                                                                                                                                                                                                                                                                                                                                                                                                                                                              | - ع - ن - ت بستنة وزراعة الحدائق |
| ---------------------------------------- | --- | -------------------------------- |
| زراعة الحدائق                            | - تاريخ - تصميم - بمساعدة الحاسوب - أداة بستنة - حديقة رأسية - مشجر - الفراشات - غابات - بستنة فرنسية [لغات أخرى]‏ - Guerilla - حديقة منزلية - الحديقة الإنجليزية - طبيعي - رقمة (حديقة) - حوض زراعة - بستنة بالقدم المربع - تنسيق الحدائق المستدامة - حديقة جافة |                                  |
| أنواع الحدائق                            | - خلفية - حديقة نباتية - بيت الفراشات - بيزنطية - ملونة - أوعية - حديقة كوخ - صبارية - صينية - هولندية - الحديقة الإنجليزية - رقعاء - عائمة [لغات أخرى]‏ - زهور - فرنسا - رسمي - تصميم - النهضة - أمامية - يونانية - دفيئة زراعية - معلّقة - إسلامية - حدائق النهضة الإيطالية - حديقة يابانية - حصة حديقة - عقدة - كورية - تسوق - مريم - مغولية - بستان - فارسية - باغ - كارباخ - فردوس - فلسفية - التسلية - روما - إسبانيا - مطرية - زهور - حديقة السطح - دينية - حديقة حسية - الظل - علاجية - تجريبية - استوائية - الحرب - كَرْم - مسوّرة - حديقة مائية - حياة برّية [لغات أخرى]‏ - شتوية - حديقة زن - حديقة حيوان |                                  |
| بستنة                                    | - زراعة - زراعة خالية من الحيوانات - زراعة مستدامة - زراعة حضرية - تقليم الأشجار - علم النبات - زراعة مترافقة - محصول (توضيح) - Flora - زراعة الزهور - فكاهة - زراعة في الماء - Indigenous - تحميل - تصميم المناظر الطبيعية - علم الخمر - علم الخضر - نبات - تحسين النوع النباتي - إكثار النبات - ما بعد الحصاد - استوائية - Urban - زراعة حضرية - بستنة حضرية - حراجة حضرية - reforestation - زراعة العنب |                                  |
| بستنة عضوية                              | - زراعة بيوديناميكية - مخطط البستنة والزراعة العضوية - Vegan organic gardening |                                  |
| وقاية النبات                             | - مبيد فطريات - مبيد أعشاب - فهرس مواد المبيدات [لغات أخرى]‏ - مبيد آفات - Plant disease forecasting - مكافحة الأعشاب |                                  |
| - بوابة زراعة - بوابة علم النبات - كومنز | |                                  |